# Escudo de la provincia de Santa Cruz (Argentina)
El escudo de la provincia de Santa Cruz es uno de los escudos provinciales más modernos de Argentina ya que fue oficializado el 25 de septiembre de 1955.

## Características
Se inspira en cierta configuración fundamental del escudo argentino: La forma elíptica (que evoca al perfil de una cabeza humana visto desde arriba), rodeada de una laurea o corona de laureles, símbolo de la victoria. En su interior el escudo se divide, como el escudo nacional argentino, en dos campos simétricos: el superior muestra de un modo muy bien figurado al cerro Chaltén cuyo fondo es un cielo azul celeste en el cual se puede observar la constelación de la Cruz del Sur, constelación de la cual es oriundo el nombre del estado provincial.
El campo inferior tiene como centro al Sol de Mayo en un campo plata (o blanco), la ubicación del Sol de Mayo en la parte "baja", a diferencia de lo que sucede en otros escudos, significa que las riquezas de la patria también se hallan distribuidas en el extremo sur. Bajo el dorado Sol de Mayo se encuentra una cartela semicircular, la disposición cóncava de tal cartela evoca una sonrisa.